# بريجيت ماكرون

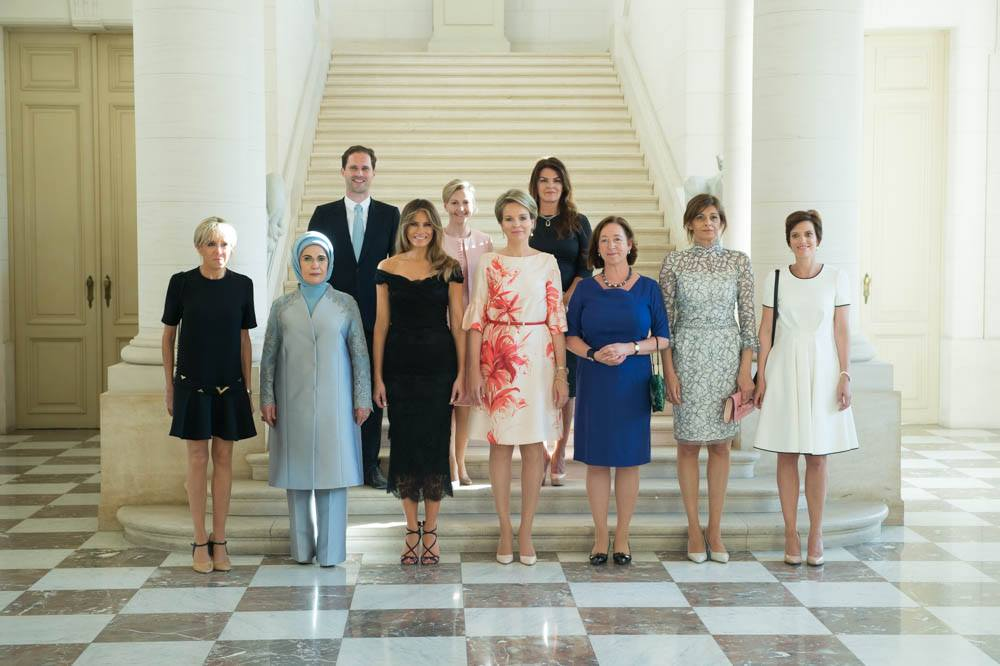
بريجيت ماكرون في لقاء زوجات قادة حلف شمال الأطلسي في 2017 الذي نظمته الملكة ماتيلد زوجة فيليب ملك بلجيكا، ويبدو في الصورة أيضاً رجل وهو كاتيير ديتناي زوج رئيس وزراء لوكسمبورغ بعقد زواج مثلي.

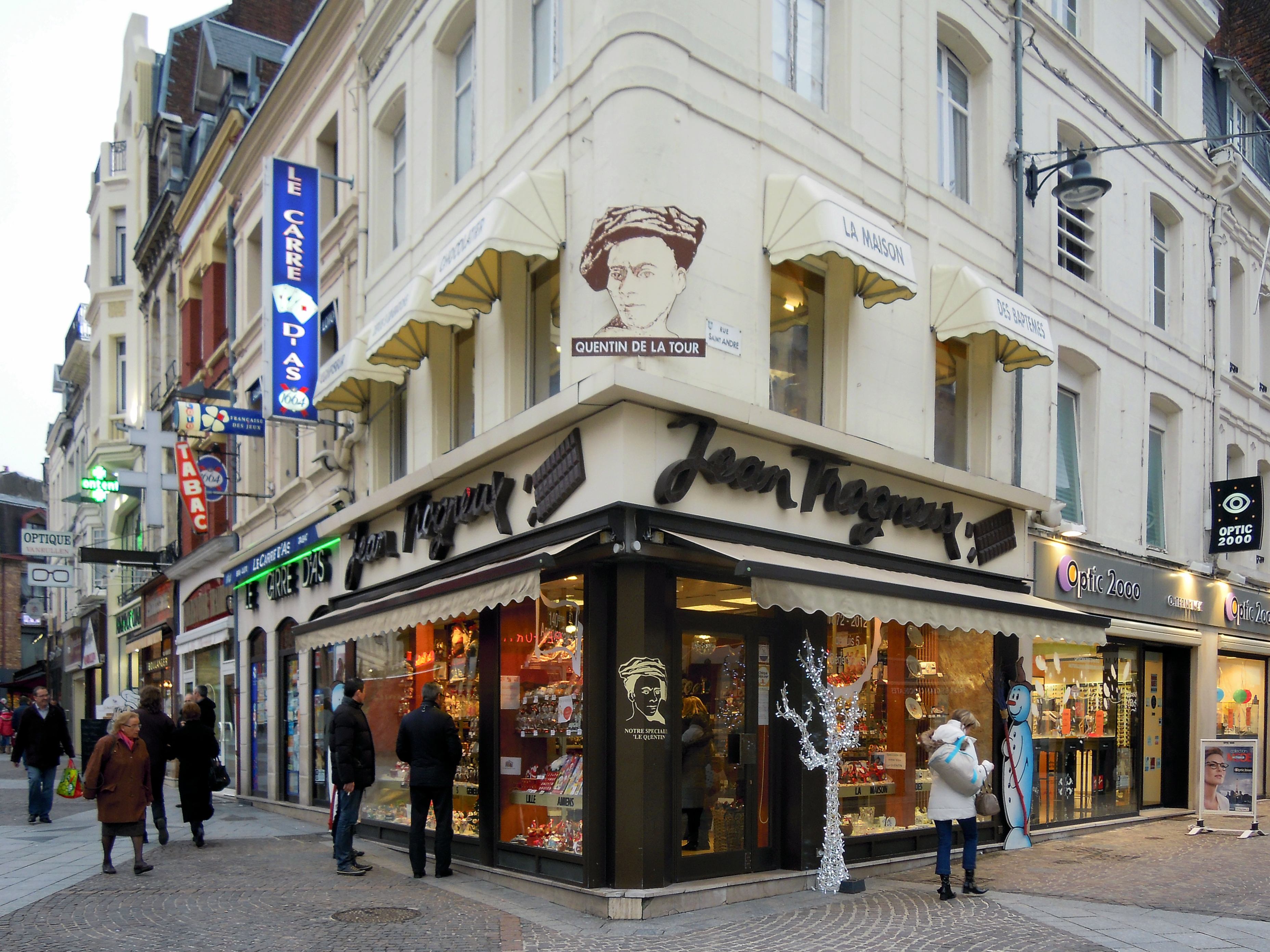
محل الشوكولاته الخاص بعائلتها في 8 كانون الأول 2012

بريجيت ماري كلاود ماكرون (بالفرنسية: Brigitte Macron) «-ولدت باسم ترونيو، سابقا كان اسمها أوزيير من زوجها السابق»- (ولدت في 13 إبريل 1953، في مدينة أميان شمال فرنسا)، زوجة إيمانويل ماكرون الرئيس الحالي لجمهورية فرنسا وسيدة فرنسا الأولى منذ 14 مايو 2017 مع العلم أنه لا يوجد أي صفة رسمية للسيدة الأولى في فرنسا. كانت بريجيت معلمة اللغة الفرنسية لماكرون خلال دراسته في المرحلة الثانوية.
في عام 2015، ولمساندة زوجها في حياتها السياسية أنهت بريجيت حياتها العملية كمدرسة أدب في مدرسة سانت لويس دي غونزاغوي الثانوية في باريس.

## السيرة الذاتية

### النشأة والتعليم
ولدت بريجيت ماكرون تحت اسم بريجيت ماري كلاود ترونيو في أميان، فرنسا. هي ابنة جان تروجنيوك عاش بين أعوام (1909-1994) وزوجته سيمون بوجول التي عاشت بين أعوام (1910-1998)، هي أصغر أطفالهما الستة. تأتي من عائلة معروفة تعمل في مجال الشوكولاته من مدينة أميان، وهم ملاك الجيل الخامس لشيكولاته بروجينكس، والتي تم تأسيسها في عام 1872. تسمى الشركة الآن بشركة جين تروجنيس، والتي تديرها بنت أخوها، جين ألكساندر تروجنيكس.

### الحياة العملية
حصلت على شهادة الكابّس للتعليم الإعدادي وعلَّمت في باريس، ثم في ستراسبورغ في المدرسة البروتستانتية لوسي بيرجر. عادت إلى مسقط رأسها في عام 1991 وعلمت الفرنسية واللاتينية في المدرسة اليسوعية 
تعلّمت بريجيت أوزري الأدب في كلية لوسي بيرجرفي ستراسبورغ في العقد الثامن من القرن الماضي. وبحلول التسعينات، درست اللغة الفرنسية واللاتينية في مقاطعة لايسي، في مدرسة جيسون الثانوية في أميان. كانت هي المدرسة التي قابلت فيها طالبها آنذاك وزوجها الحالي إيمانويل ماكرون للمرة الأولى. كانت بريجيت هي المسؤولة عن المسرح. لم تكن العلاقة الرومانسية بينهما علاقة معتادة لأنها كانت أكبر منه بأربع وعشرون عاما وثمانية شهور (24 عاما و8شهور). وصف ماركون العلاقة بأنه: 

«حب على الرغم من إخفاءه، عدم فهمه من قبل العديد».

### السياسة
بريجيت أوزري تقدمت لإنتخابات مجلس المدينة تروتشتيرشيم في عام 1989 ولكنها خسرت. وكانت هذه هي المرة الوحيدة التي تقدمت لخوض الانتخابات.
في عام 2017، لعبت بريجيت ماكرون دورا أساسيا في حملة زوجها للانتخابات الرئاسية. حتى قال البعض أن: 

«وجود بريجيت بجانبه كان ضروريا له».
صرح إيمانويل بعد فوزه أن: 

«السبب الأساسي لفوزه في الانتخابات الرئاسية كان مساندتها له. وأن دورها في حياته لم ينتهي، فمنذ صغره، وهي بجانبه ولن يختفي ظهورها أبدا».
بعد تجميع ما يقرب من 275,000 صوت في عريضة ضد ماكرون، أعلنت الحكومة الفرنسية أن بريجيت ماكرون لن تحمل لقب "السيدة الأولى"، وأنه لن يتم تخصيص ميزانية خاصه لدعم نشاطها. في لقاء مع مجلة «إل» الفرنسية صرحت بأنه ستنشر تفاصيل عن حياتها للعامة بما في ذلك أغراضها وأدواتها.

## الحياة الشخصية

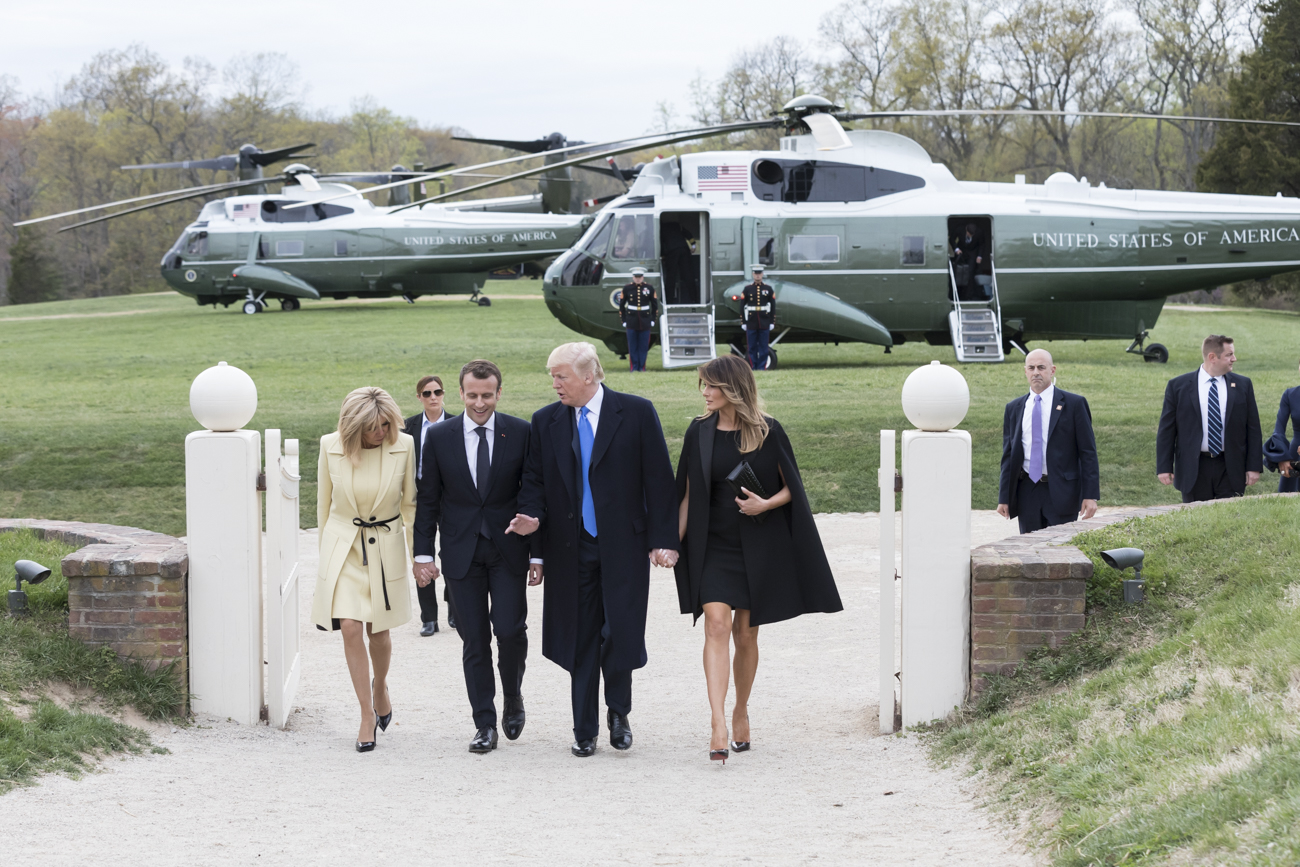
الرئيس دونالد ترامب والسيدة الأولى ميلانيا ترامب مع الرئيس ماكرون والسيدة ماكرون من فرنسا في ماونت فيرنون

تزوَّجت بريجيت في المرة الأولى في 22 يونيو 1974 من الموظف البنكي «أندري- لويس أوزري» وكانت تبلغ من العمر 21 سنة، وأنجبت منه ثلاثة أطفال (سيباستيان مواليد 1975؛ لورانس مواليد 1977؛ تيفين مواليد 1984). أقامت العائلة في بلدة صغيرة حتى عام 1991 ثم انتقلوا للعيش في أميان. في عام 1993 في سن الأربعين، قابلت إيمانويل ماكرون البالغ من العمر 15 عامًا آنذاك في مدرسة (لا بروفيدانس) الثانوية حيث كانت تعمل معلمة بينما كان إيمانويل ماكرون طالبًا وزميلًا لابنتها لورانس. في يناير 2006 انفصلت عن زوجها أوزري، وفي أكتوبر 2007 تزوجت من ماكرون.

## وصلات خارجية
- بريجيت ماكرون على موقع IMDb (الإنجليزية)
- بريجيت ماكرون على موقع ميتاكريتيك (الإنجليزية)
- بريجيت ماكرون على موقع ألو سيني (الفرنسية)
- بريجيت ماكرون على موقع قاعدة بيانات الفيلم (الإنجليزية)